# كوينزبري (محطة مترو أنفاق لندن)
كوينزبري (بالإنجليزية: Queensbury)‏ هي إحدى محطات مترو أنفاق لندن. تقع على خط جوبيلي أفتتحت في المنطقة (Zone) رقم 4 أفتتحت في 16 ديسمبر 1934.